# María Banquer
María Banquer fue una actriz española.

## Biografía
Sus inicios en el mundo de la interpretación se remontan a la década de 1910. En 1917 ya, integrada en la compañía de su marido Miguel de Llano (hermano del actor Luis de Llano), actuaba en el Teatro Infanta Isabel de Madrid, en la obra Caminos de Roma, junto a las célebres Antonia Plana y María Brú, a la que seguirían, en Sevilla, La Concha (1920), de López Montenegro y Peña o en Zaragoza, La señorita Ángeles (1922), regresando el matrimonio a Madrid en 1923.
En la capital, en el Teatro Rey Alfonso, interpreta entre otras, Cristalina (1923), de los Hermanos Álvarez Quintero, El sentir de la raza (1924), de Antonio Beamuel Ruiz, Pimienta (1924), de José Alfonso del Villar, con Juan Espantaleón y Antonio Riquelme o La perla azul (1925), de Paul Frank. Compaginó su trabajo en Madrid con giras por el resto de España, destacando su interpretación protagonista en la obra de Benito Pérez Galdós Electra en el Teatro Ruzafa de Valencia en 1925.

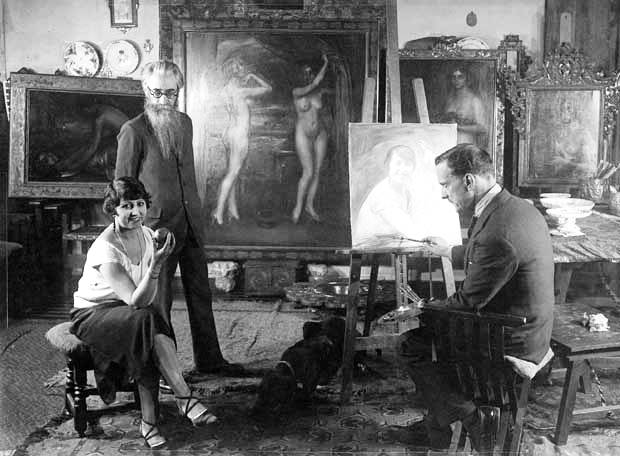
Valle-Inclán, María Banquer y Julio Romero de Torres, Madrid, 1926.

En 1926 se estrena como actriz de cine, protagonizando la cinta La malcasada, de Francisco Gómez-Hidalgo, en la que compartió plano con figuras como el escritor Ramón María del Valle-Inclán o el pintor Julio Romero de Torres. Sería su única incursión en la gran pantalla, salvo un pequeño papel en Julieta engaña a Romeo, de José María Zabalza, rodada 42 años más tarde.
De vuelta a los escenarios se especializa en la representación - por entonces poco frecuente - de autores extranjeros y así, protagoniza junto a Julia Lajos El proceso de Mary Dugan (1929), de Bayard Veiller, El gato y el canario (1929), de John Wyllard o Los mesianistas (1931), de Maxwell Anderson, anteriormente prohibida en España.
Su carrera teatral continuó durante la II República con obras como La maravilla de Efeso (1933), de Enrique López Alarcón o Lluvia de hijos (1936), de Federico Reparaz y después de la Guerra civil española, con La millona (1945), de Enrique Suárez de Deza, Soñé con el paraíso (1946), de Guido Contrini, con Carlos Díaz de Mendoza y Rosario García Ortega, Lo que hablan las mujeres (1949), de los Álvarez Quintero, Don Juan Tenorio (1953), de Zorrilla.
Tras la aparición de la televisión en España, su actividad se centró casi exclusivamente en el nuevo medio, si bien con incursiones en la radio (Radio Intercontinental). Para la pequeña pantalla grabó durante los años 1960, decenas de títulos de teatro televisado para programas como Primera fila.

## Trayectoria en televisión
- El tercer rombo
  - Menuda pesadilla (14 de junio de 1966)
- Teatro de humor
  - Cuatro corazones con freno y marcha atrás (22 de noviembre de 1964)
  - ¿De acuerdo, Susana? (9 de mayo de 1965)
- Estudio 3
  - La pata del mono (1 de septiembre de 1964)
- Novela
  - Nada en la maleta (23 de febrero de 1964)
  - Los cinco invitados (6 de abril de 1964)
  - Noches blancas (14 de diciembre de 1964)
  - Canción de cuna (20 de diciembre de 1964)
- Primera fila
  - Las flores (30 de octubre de 1963)
  - El landó de seis caballos (18 de diciembre de 1963)
  - Arsénico y encaje antiguo (4 de febrero de 1964)
  - Eloísa está debajo de un almendro (8 de abril de 1964)
  - Eva sin manzana (22 de abril de 1964)
  - La venganza de Don Mendo (21 de junio de 1964)
  - Arsénico y encaje antiguo (5 de septiembre de 1964)
  - La honradez de la cerradura (30 de septiembre de 1964)
  - Aliento (11 de noviembre de 1964)
  - Adiós, Mimí Pompón (3 de febrero de 1965)
  - Carmelo (7 de julio de 1965)
  - El caso de la mujer asesinadita (22 de septiembre de 1965)
  - Niebla en el bigote (15 de septiembre de 1965)

- Rosi y los demás (1963)
- Teatro de familia
  - La línea y el agujero (11 de septiembre de 1963)
  - Diálogos de Nochevieja (31 de diciembre de 1963)
  - La ventana abierta (24 de marzo de 1964)